# Blitz (football américain)
Pour les articles homonymes, voir Blitz (homonymie).
Le Blitz est une action défensive du football américain et du football canadien, pendant laquelle un nombre de joueurs, déterminés à l'avance, courent vers le Quaterback (quart-arrière) de l'équipe adverse pour l'empêcher de faire une passe ou le sacker.